# Кнуд, принц Датский
Принц Кнуд Кристиан Фредерик Михаил Датский, наследный принц Дании (27 июля 1900, дворец Зоргенфри, Конгенс-Люнгбю, Дания — 14 июня 1976, Гентофте, Гентофте, Дания) — второй сын и младший ребёнок в семье короля Кристиана X и королевы Александрины. С 1947 по 1953 годы он был наследником своего старшего брата короля Фредерика IX, но изменения в конституции заставили его уступить место своей племяннице Маргрете II.

## Семья
Принц Кнуд женился на своей двоюродной сестре, принцессе Каролине Матильде Датской, 8 сентября 1933 года в Фреденсборгском дворце. У них было трое детей:
- Елизавета (8 мая 1935 — 19 июня 2018), замужем не была.
- Ингольф (род. 17 февраля 1940), заключил морганатический брак и получил титул графа Розенборга. 2 брака, оба бездетные
- Кристиан (22 октября 1942 — 21 мая 2013), 27 февраля 1972 года заключил морганатический брак с Анной Дорте Мэлтофт-Нельсон[англ.] и получил титул графа Розенборга, 3 дочери 
  - Жозефина Кэролайн Элизабет Розеннборг (родилась в 1972 году как графиня Розенборг). 3 октября 1998 года вышла замуж за Томаса Кристиана Шмидта, развод в 2014 году, в браке родилось двое детей. 6 августа 2019 года вышла замуж за отца своего третьего ребенка Кеннета Шмидта. Оба мужа не являются родственниками, они однофамильцы:
    - Юлиус Кристиан Эмиль аф Розенборг (2001 г.р.)
    - Клара Дорте Элизабет аф Розенборг (2004 г.р.)
    - Оскар Кристиан Кнуд аф Розенборг (2016 г.р.)

  - Камилла Александрин Кристина графиня Розенборг (родилась в 1972 году). 20 мая 1995 году вышла замуж за Микаэля Джона Розанеса, развод в 2016 году:
    - Анастасия Кэролайн Амалия аф Розенборг (1997 г.р.)
    - Людвиг Кристиан Микаэль аф Розенборг (2000 г.р.)
    - Леопольд Кристиан Ингольф аф Розенборг (2005 г.р.)
    - Теодор Кристиан Эмануэль аф Розенборг (2008 г.р.)

  - Феодора Матильда Елена (родилась в 1975 году, графиня Розенборг). В 2004 году вышла замуж за Эрика Эрве Патриса Патта. Они развелись в 2005 году. В 2008 году она вышла замуж за Мортена Рённоу. Дети:
    - Кэролайн-Матильда Маргрет аф Розенборг (родилась в 2009 г.)

## Датский трон

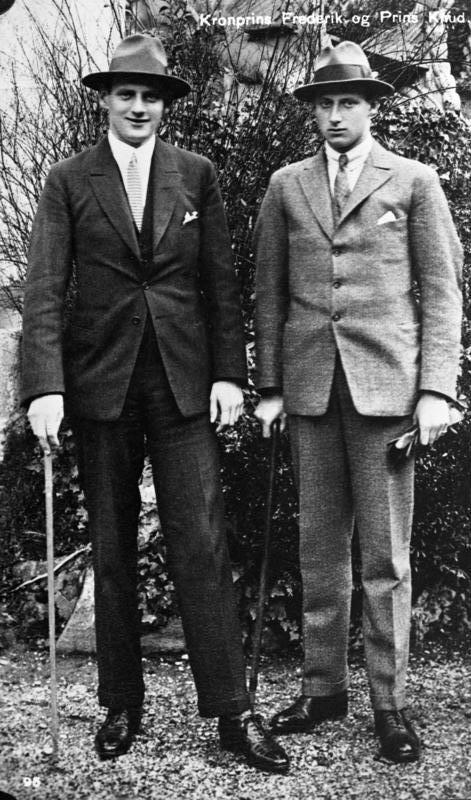
Принц Кнуд вместе с братом.

Поскольку у короля Фредерика IX не было сыновей, его отец, король Кристиан X, заявил, что наследником датского трона станет его младший сын, принц Кнуд. Принц Кнуд стал наследником после смерти отца в 1947 году.
Супруга Фредерика IX, королева Ингрид, урождённая принцесса Шведская, родила трёх дочерей, которые не имели возможности наследовать трон своего отца из-за закона о престолонаследии. В 1953 году в Конституцию были внесены поправки, разрешающие женщинам вступать на датский престол. Новый закон сделал тринадцатилетнюю принцессу Маргрете новой наследницей. Вслед за ней шли её сёстры, Бенедикта и Анна-Мария, и только после них — принц Кнуд. (Принцесса Анна-Мария, самая младшая из дочерей Фредерика IX, отказалась от прав на датский престол, когда вступила в брак с греческим королём Константином II.)
Фредерик IX умер в 1972 году, и на датский трон вступила его дочь Маргрете II. Принц Кнуд умер 14 июня 1976 года.

## Титулы
- 27 июля 1900 — 20 апреля 1947: Его Королевское Высочество Принц Кнуд Датский
- 20 апреля 1947 — 27 марта 1953: Его Королевское Высочество Наследный принц Дании Кнуд
- 27 марта 1953 — 14 июня 1976: Его Королевское Высочество Принц Кнуд Датский